# Gzowice-Folwark
Gzowice-Folwark – wieś w Polsce położona w województwie mazowieckim, w powiecie radomskim, w gminie Jedlnia-Letnisko. Ma status sołectwa.
W latach 1945–1975 miejscowość administracyjnie należała do województwa kieleckiego, następnie w latach 1975-1998 do województwa radomskiego.
Wierni Kościoła rzymskokatolickiego należą do parafii św. Józefa Oblubieńca Najświętszej Maryi Panny w Jedlni-Letnisku.